# Hexafluoroarsenate

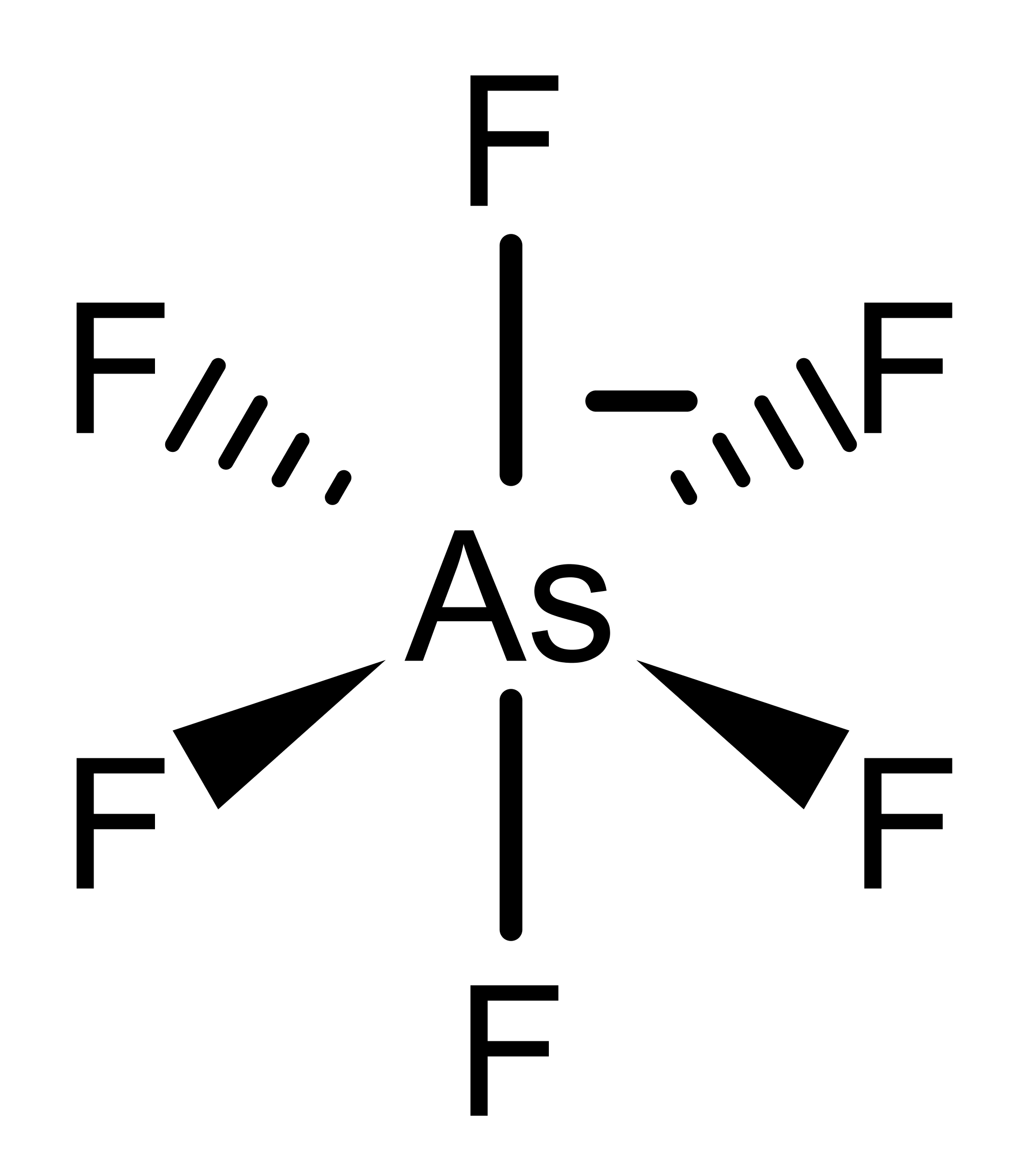
Hexafluoroarsenat-Ion

Hexafluoroarsenate, gemäß IUPAC Hexafluoridoarsenate sind Komplexsalze der Hexafluoroarsensäure.

## Vertreter
Hexafluoroarsenate sind von den Alkalimetallen bekannt: Lithiumhexafluoroarsenat, Natriumhexafluoroarsenat, Kaliumhexafluoroarsenat, Caesiumhexafluoroarsenat. Weitere Vertreter sind das Ammoniumhexafluoroarsenat, das Silberhexafluororsenat und das Triphenylsulfoniumhexafluoroarsenat.

## Herstellung
Frühe Versuche, Hexafluoroarsenate aus Kaliumdihydrogenarsenat und konzentrierter Flusssäure herzustellen, scheiterten, da so nur Kaliumhydroxypentafluoroarsenat gebildet wird. Dieses kann jedoch mit wasserfreiem Fluorwasserstoff zu Kaliumhexafluoroarsenat umgesetzt werden.
Arsenpentafluorid ist ein starker Fluorid-Ionen-Akzeptor, der mit entsprechenden Donorfluoriden Hexafluoroarsenate bildet. So kann Lithiumhexafluoroarsenat durch Reaktion Arsenpentafluorid mit Lithiumfluorid hergestellt werden, Ammoniumhexafluoroarsenat aus Arsenpentafluorid und Ammoniumfluorid.
Eine andere Methode basiert auf Ionenaustausch beziehungsweise Salzmetathese, so können Hexafluoroarsenate in andere Hexafluoroarsenate umgewandelt werden. Beispielsweise ist die Gewinnung von Lithiumhexafluoroarsenat aus Kaliumhexafluoroarsenat auf einer Ionentauscher-Säule beschrieben sowie die Salzmetathese von Kaliumhexafluoroarsenat mit Caesiumchlorid zur Herstellung von Caesiumhexafluroroarsenat.
Weiterhin können Hexafluoroarsenate durch Oxidation von Arsen(III)-Verbindungen gewonnen werden. Beispielsweise ergibt die Reaktion von Nitrosylfluorid (in situ gewonnen aus Silberfluorid und Nitrosylchlorid) mit Arsentrifluorid das Nitrosylhexafluoroarsenat. Kaliumhexafluoroarsenat, Silberhexafluoroarsenat und Bariumhexafluoroarsenat können durch Oxidation von Arsentrioxid mit Bromtrifluorid in Gegenwart von Kaliumchlorid, Silber oder Bariumchlorid gewonnen werden. Analog kann in Gegenwart von Stickstoffdioxid Nitroniumhexafluoroarsenat gewonnen werden.

## Eigenschaften
Das Hexafluoroarsenat-Ion weist ähnliche Eigenschaften auf wie das Hexafluorophosphat-Ion. Mit dem gleichen Kation ist das Hexafluoroarsenat im Allgemeinen besser wasserlöslich als das Hexafluorophosphat aber schlechter löslich als das Hexafluoroantimonat.